# Dragan Đokanović
Dragan Đokanović (Драган Ђокановић, nacido en 1958 en Sarajevo en Bosnia y Herzegovina) es pediatra-neonatólogo, deportista y político. La prestigiosa universidad estadounidense "Instituto Tecnológico de Massachusetts" (MIT) le ha destacado como uno de los personajes más famosos de la historia de Bosnia y Herzegovina.

## Carrera profesional
Ha cursado todos sus estudios en Sarajevo; escuela primaria, secundaria, facultad de medicina, especialización en pediatría y dos estudios de postgrado: “Organización de la atención sanitaria” y “Medicina clínica”. Trabaja como pediatra-neonatólogo en el Centro Clínico Universitario de Sarajevo. Es fundador de la página web "Consejos del pediatra".

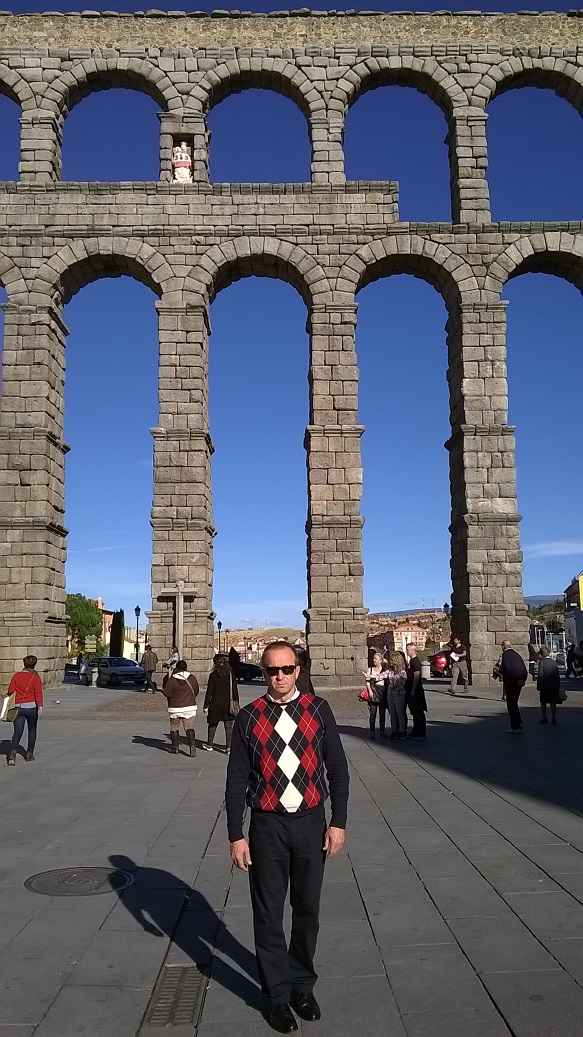
Dr Dragan Djokanovic en Segovia

## Carrera deportiva
Ha sido varias veces campeón de gimnasia de Bosnia y Herzegovina, en las categorías juveniles y absolutas. Fue miembro del equipo nacional de gimnasia de la antigua Yugoslavia, en las categorías juveniles y absolutas. En Sarajevo un club de gimnasia lleva su nombre.

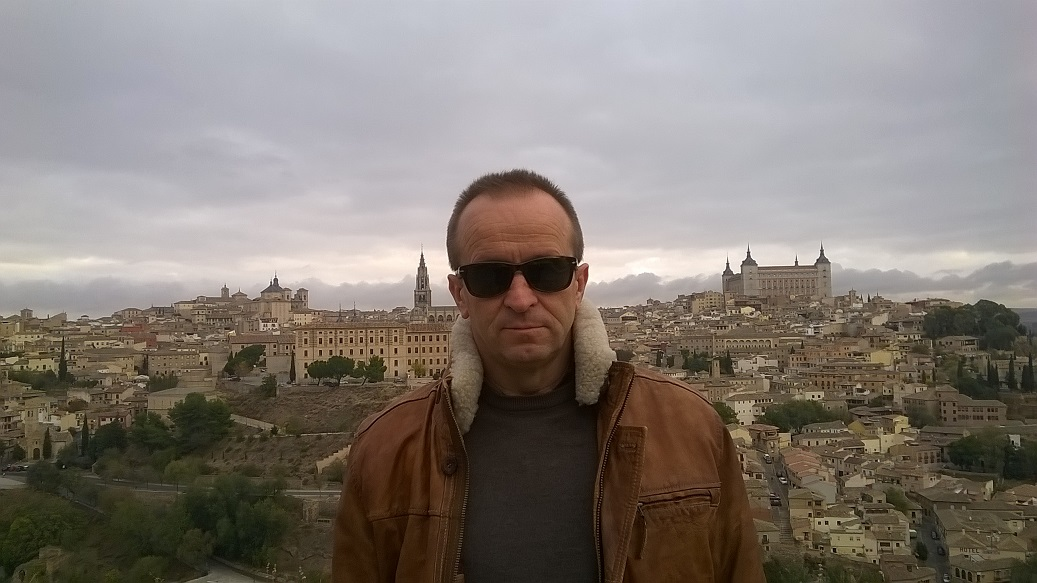
Dr Dragan Djokanovic en Toledo

## Carrera política
Es uno de los pioneros de la democracia en Bosnia y Herzegovina. Abogó por mantener la unidad de Yugoslavia, llegando a ser el presidente del “Cuerpo de Coordinación de la Convención sobre Yugoslavia”. Es firmante es la “Declaración sobre el Establecimiento de la Republika Srpska” (Una de las dos entidades autónomas que componen el estado de Bosnia-Herzegovina). Es fundador y presidente del Partido Democrático Federalista.